# Muhsin Al-Ramli
Muhsin Al-Ramli (født 1967) er irakisk forfatter, digter, oversætter, latinamerikanske og akademiske, skriver på arabisk og spansk . Født i Irak i 1967. Boet i Spanien siden 1995. BA i spansk fra University of Bagdad 1989. Ph.D. i filosofi, University spanske Studier i Madrid 2003, speciale emne: spor af islamisk kultur i Don Quixote. Det er en af de vigtigste romanforfattere og dramatikere irakiske oversætter af flere arabiske spanske klassikere. Grundlægger og redaktør af den kulturelle magasinet ALWAH siden 1997. Har tidligere været professor på Saint Louis University, Madrid .

## Andre henvisninger
- Wikimedia Commons har flere filer relateret til Muhsin Al-Ramli
- Muhsin Al-Ramli, Officielle Blog
- The documentary about Al-Ramli in the Arabic channel: ALJAZEERA
- Documentary in the Spanish Channel TVE, about: The Iraqi writer Muhsin Al-Ramli.
- Al-Ramli: "I Am Iraq" / By Constanza Vieira / IPS
- Poem by Muhsin Al-Ramli / review (BLACK RENAISSANCE NOIRE), Vol7 Nº2, 2007 New York
- Review / Scattered Crumbs / Family Matters / by Harold Braswell Arkiveret 20. oktober 2012 hos  Wayback Machine
- from Scattered Crumbs by Muhsin Al-Ramli